# Arráncame la vida
Arráncame la vida è un film del 2008 diretto da Roberto Sneider.